# Anilocra monoma
Anilocra monoma es una especie de crustáceo isópodo marino del género Anilocra, familia Cymothoidae.
Fue descrita científicamente por Bowman & Tareen en 1983.

## Distribución
Esta especie se encuentra en Kuwait.